# クリスティーナ・フォン・ザクセン (1505-1549)
クリスティーナ・フォン・ザクセン（Christina von Sachsen, 1505年12月25日 - 1549年4月15日）は、ドイツのザクセン公爵家（アルベルティン家）の公女で、ヘッセン方伯フィリップ1世の（最初の）妻。

## 生涯
ザクセン公ゲオルク（髭公）とその妻でポーランド王カジミェシュ4世の娘であるバルバラの間の三女として生まれた。
1523年12月11日にドレスデンにおいて、ヘッセン方伯フィリップ1世と結婚する。この結婚は典型的な諸侯家同士の政略結婚であり、ザクセン公爵家とヘッセン方伯家の親族の絆を強めることを目的としていた。フィリップは妻との関係について次のように述べている、「彼女に愛情や欲情を感じたことはない、彼女と仲良く睦み合おうにも、冷たく不快で、むかつくような同衾にしかならない（nihe liebe oder brunstlichkeit zu ir gehabt, wie wol sie sust from, aber warlich sust unfreindtlich, heslich, auch übel geroch）」。
1540年、フィリップはクリスティーナとの婚姻を続けたまま、17歳の愛妾マルガレーテ・フォン・デア・ザーレと結婚式を挙げた。宗教改革者のフィリップ・メランヒトンとマルティン・ルターは、すでに7人の子供を産んでいたクリスティーナとの婚姻関係を続けることも認めたので、フィリップとクリスティーナとの間には、この重婚事件の後もさらに3人の子供が生まれた。フィリップはクリスティーナが法的にも立場上も正当な配偶者であることを認め、クリスティーナとの間にもうけた子供だけを正嫡の子として扱い、「後妻」マルガレーテの産んだ子供は、非嫡出子としての扱いを受けた。
フィリップが1547年にシュマルカルデン戦争で5年の捕虜生活に入ると、1549年に亡くなるまで長男ヴィルヘルムと一緒にヘッセンの摂政を務めた。捕虜となった夫と再会することは無かった。
獄中のフィリップは、クリスティーナが摂政の権限を濫用してマルガレーテの産んだ子供達から経済的な保護を奪うのではないかと不安に思っていたが、そのような事件は起きなかった。クリスティーナの死後、フィリップは大法官ハインリヒ・レルスナー、顧問官ルドルフ・シェンク・ツー・シュヴァインスベルク、ヴィルヘルム・フォン・シャハテン、ジモン・ビンクから成る摂政会議を設置、統治を代行させた。
クリスティーナの遺骸は、カッセルのマルティン教会の同じ墓碑の中に、夫フィリップの遺骸と一緒に安置されている。

## 子女
- アグネス（1527年 - 1555年） - 1541年にザクセン選帝侯モーリッツと結婚、1555年にザクセン公ヨハン・フリードリヒ2世と再婚
- アンナ（1529年 - 1591年） - 1544年、プファルツ＝ツヴァイブリュッケン公ヴォルフガングと結婚
- ヴィルヘルム4世（1532年 - 1592年） - ヘッセン＝カッセル方伯
- フィリップ（1534年 - 1535年）
- バルバラ（1536年 - 1597年） - 1555年にヴュルテンベルク＝メンペルガルト伯ゲオルク1世と結婚、1568年にヴァルデック伯ダニエルと再婚
- ルートヴィヒ4世（1537年 - 1604年） - ヘッセン＝マールブルク方伯
- エリーザベト（1539年 - 1582年） - 1560年、プファルツ選帝侯ルートヴィヒ6世と結婚
- フィリップ2世（1541年 - 1583年） - ヘッセン＝ラインフェルス方伯
- クリスティーネ（1543年 - 1604年） - 1564年、シュレースヴィヒ＝ホルシュタイン＝ゴットルプ公アドルフと結婚
- ゲオルク1世（1547年 - 1596年） - ヘッセン＝ダルムシュタット方伯